# Bartlett-tinamu
A Bartlett-tinamu (Crypturellus bartletti) a tinamualakúak (Tinamiformes) rendjébe, ezen belül a tinamufélék (Tinamidae) családjába tartozó faj.

## Rendszerezése
A fajt Philip Lutley Sclater és Osbert Salvin írták le 1873-ban, a Crypturus nembe Crypturus bartletti néven.

## Előfordulása
Dél-Amerikában, Bolívia, Brazília, Ecuador és Peru területén honos. Természetes élőhelyei a szubtrópusi és trópusi síkvidéki esőerdők és mocsári erdők. Állandó, nem vonuló faj.

## Megjelenése
Testhossza 28 centiméteres.

## Természetvédelmi helyzete
Az elterjedési területe rendkívül nagy, egyedszáma viszont csökken, de még nem éri el a kritikus szintet. A Természetvédelmi Világszövetség Vörös listáján nem fenyegetett fajként szerepel.